# Fülsenbecke
Die Fülsenbecke ist ein 1,6 km langer, orografisch linker Nebenfluss der Aa im nordrhein-westfälischen Brilon, Deutschland. Der Bachlauf liegt im Landschaftsschutzgebiet Grünlandverbund Aa. Der Oberlauf ist ein geschütztes Biotop. 

## Geographie
Die Fülsenbecke entspringt an der Südostflanke des 553 m hohen Sonder auf einer Höhe von 503 m ü. NN. Der Bach fließt zunächst in südsüdöstliche Richtungen, wendet sich jedoch im weiteren Verlauf nach Osten. Bei der Niederen Mühle mündet die Fülsenbecke auf 412 m ü. NN in die Aa. Bei einem Höhenunterschied von etwa 91 Höhenmetern beträgt das mittlere Sohlgefälle 58 ‰. Das etwa 92,2 ha große Einzugsgebiet wird über Aa, Möhne, Ruhr und Rhein zur Nordsee entwässert.